# Phlaeothripidae

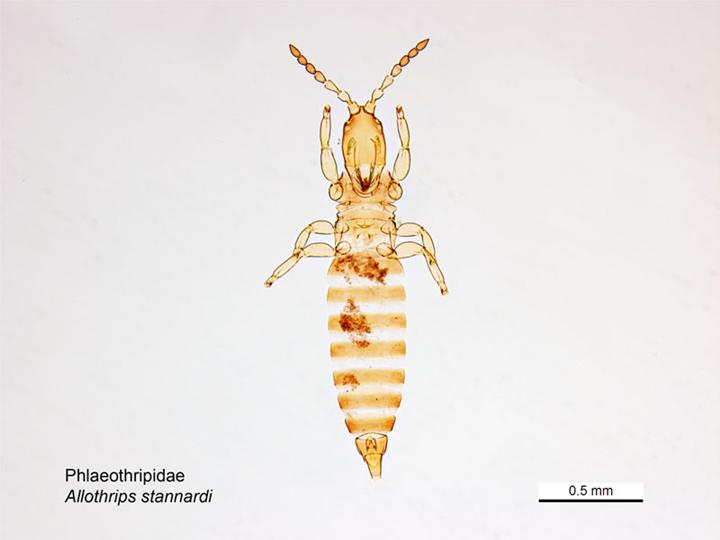
Самец Allothrips stannardi

Phlaeothripidae (лат.) — семейство крупных трипсов, единственное в составе подотряда Tubulifera. Более 400 родов и 3500 видов. Питаются грибными спорами и гифами. Idolothrips marginatus может достигать 14 мм в длину. Среди опасных вредителей пшеничный трипс (Haplothrips tritici). Самые древние находки семейства происходят из мелового ливанского янтаря.

## Описание
Усики 8-члениковые с редукцией до 5 сегментов. От других трипсов отличаются отсутствием микрощетинок (microtrichia) на передних крыльях и трубчатым последним 10-м брюшным сегментом.
Некоторые представители (6 видов рода Kladothrips) проявляют элементы эусоциального поведения, сходного с муравьями и пчёлами.
Представители подсемейства Idolothripinae питаются спорами грибов. Среди Phlaeothripinae выделяют три эволюционные линии (Haplothrips, Liothrips и Phlaeothrips) (Mound and Marullo 1996). Линия Haplothrips в последнее время определена в качестве трибы Haplothripini (Mound and Minaei 2007, Minaei and Mound 2008), члены которой фитофаги, но некоторые виды Haplothrips хищники, питаются мелкими членистоногими. Один необычный вид Гаплотрипин хищничает, поедая яйца общественных ос (Cavalleri et al. 2013). Члены линии «Phlaeothrips lineage» микофаги, питающиеся гифами грибов (Mound et al. 2013a). Виды линии «Liothrips lineage» фитофаги, питаются на листьях кустарников и деревьев, и многие из них вызывают образование галлов на листьях (Ananthakrishnan and Raman 1989).
Крупнейшие роды фитофаги (Hoplandrothrips; Holothrips; Hoplothrips; Elaphrothrips; Haplothrips; Liothrips), среди первых четырёх есть грибоядные виды.

## Классификация
Выделяют 2 подсемейства: Idolothripinae (700 видов и 80 родов; питаются спорами грибов) и Phlaeothripinae (2800 видов и 370 родов).
45 % родов монотипические (содержат по одному виду). Крупнейшие роды: Hoplandrothrips (105 видов); Holothrips (125); Hoplothrips (130); Elaphrothrips (140); Haplothrips (250); Liothrips (280).

### Idolothripinae
- Acallurothrips
- Actinothrips
- Aesthesiothrips
- Allidothrips
- Allopisothrips
- Allothrips
- Anactinothrips
- Anaglyptothrips
- Anallothrips
- Atractothrips
- Azeugmatothrips
- Bacillothrips
- Bactrothrips
- Bolothrips
- Campulothrips
- Carientothrips
- Celidothrips
- Ceuthothrips
- Cleistothrips
- Compsothrips
- Cryptothrips
- Cylindrothrips
- Cyphothrips
- Dermothrips
- Diaphorothrips
- Diceratothrips
- Dichaetothrips
- Dinothrips
- Diplacothrips
- Ecacleistothrips
- Egchocephalothrips
- Elaphrothrips
- Elgonima
- Emprosthiothrips
- Ethirothrips
- Faureothrips
- Gastrothrips
- Hartwigia
- Heptathrips
- Herathrips
- Holurothrips
- Hybridothrips
- Hystricothrips
- Idolothrips
- Illinothrips
- Ischyrothrips
- Lamillothrips
- Lasiothrips
- Loyolaia
- Machatothrips
- Macrothrips
- Malesiathrips
- Mecynothrips
- Megalothrips
- Megathrips
- Meiothrips
- Minaeithrips
- Neatractothrips
- Neosmerinthothrips
- Nesidiothrips
- Nesothrips
- Ophthalmothrips
- Ozothrips
- Paractinothrips
- Pelinothrips
- Peltariothrips
- Phacothrips
- Phaulothrips
- Pinaceothrips
- Polytrichothrips
- Priesneriana
- Priesneriella
- Pseudocryptothrips
- Pseudoeurhynchothrips
- Pygothrips
- Saurothrips
- Sporothrips
- Tarassothrips
- Tiarothrips
- Zactinothrips
- Zeuglothrips
- Zeugmatothrips